# Micro Machines V4
Micro Machines V4 est un jeu vidéo de course qui met en scène des petites voitures pour enfants dans des circuits à échelle humaine : salon, table de billard, musée ou encore cuisine, etc. Les courses se déroulent avec quatre participants. Le mode multijoueur permet donc de jouer avec trois autres personnes.